# Malephora smithii
Malephora smithii ist eine Pflanzenart aus der Familie der Mittagsblumengewächse (Aizoaceae). Sie kommt in Südafrika vor.

## Merkmale
Die aufrechten, scharf gekielten Laubblätter sind unten halbstielrund, nach oben verbreitert und seitlich gesehen rundlich. Sie werden 20 bis 30 mm lang und bis zu 6 mm dick. Die Blattscheide ist 4 mm lang. Die Blütenstiele sind 15 mm lang und die einzeln stehenden Blüten haben einen Durchmesser von 42 mm. Der Blütenkelch besteht aus vier Sepalen. Die Kronblätter sind ocker. Der Blütengrund ist heller, die Blütenhülle ist kupferfarben. Die Staubfäden sind safrangelb und an der Basis weiß. Das Nektarium ist ringförmig.

## Verbreitung
Bekannte Vorkommen sind in der Region Hopetown in der Provinz Nordkap und bei Fauresmith in der Provinz Freistaat.

## Ökologie und Lebensraum
Malephora smithii bildet dichte, krautige, kriechende Matten von 3,5 bis 4 cm Höhe. Die Art wächst in Gemeinschaften mit niedrigen Sträuchern auf Lehmböden in der Karoo-Ebene, wo im März, November oder Februar Regenfälle vorkommen.

## Systematik
Malephora smithii wurde 1927 von Harriet Margaret Louisa Bolus als Hymenocyclus smithii beschrieben. Im Jahr 2001 wurde sie von Heidrun Hartmann in die Gattung Malephora gestellt. Das Artepitheton ehrt den südafrikanischen Botaniker Christo Albertyn Smith.

## Status
Malephora smithii ist nicht in der Roten Liste gefährdeter Arten der IUCN erfasst. In der Roten Liste der südafrikanischen Pflanzenarten wird die Art in die Kategorie „nicht gefährdet“ (least concern) klassifiziert.